# Rivery
Rivery – miejscowość i gmina we Francji, w regionie Hauts-de-France, w departamencie Somma.
Według danych na rok 1990 gminę zamieszkiwało 3366 osób, a gęstość zaludnienia wynosiła 528 osób/km² (wśród 2293 gmin Pikardii Rivery plasuje się na 63. miejscu pod względem liczby ludności, natomiast pod względem powierzchni na miejscu 746.).